# Михайловское кладбище (Екатеринбург)
Миха́йловское кла́дбище — многонациональный некрополь в Екатеринбурге (улица Блюхера, 4), здесь есть еврейские могилы, а также самое многочисленное в мире захоронение граждан Чехии (вне ее территории).  Одно из старейших (второе после Ивановского) сохранившихся кладбищ города. Наиболее известно как место упокоения членов туристической группы Дятлова (1959).
Находится в районе Втузгородка. Обнесено бетонным забором, главный вход — со стороны улицы Блюхера.
Имеется колумбарий.

## История
Организовано в 1865 году (как Новое Всехсвятское кладбище).
Храм Всех Святых на Михайловском кладбище г. Екатеринбурга была заложен 8 июня 1886 г. и окончательно сдан в эксплуатацию в 1890 году (освящён 17 июня 1890 года). 
Основным жертвователем на построение храма стал Екатеринбургский купец второй гильдии Александр Алексеевич Волков. Кроме того, средства на содержание кладбища и храма предоставляли: купцы - Фёдор Алексеевич Михайлов, Павел Васильевич Углицкий, Яков Прохорович Андреев; золотопромышленник Конюхов; управляющий винным заводом Шанцилло; Вознесенская церковь.
Павел Углицкий внёс пожертвования на внутреннее благоустройство, за что был отмечен несколькими наградами.
Первый вклад, в размере 500 рублей, сделал Федор Алексеевич Михайлов. В честь него кладбище, у которого стоит церковь, назвали «Михайловским». Всего на постройку церкви было потрачено свыше 12 000 рублей.
До 1918 года кладбище имело в плане почти квадратную форму (330×350 м); позже прирезаны участки с запада и востока. Захоронения производились с 1865 по 1960, ныне производятся урновые захоронения в родственные могилы.
В советское время кладбище дважды, в 1950-х и в 1980-х годах, пытались уничтожить. С 1960 года кладбище считается закрытым.
В 1990-х часть некрополя снесли в связи с развернувшимся в городе интенсивным строительством. Пропали многие могилы, в том числе известных людей (среди них, например, военный инженер, Герой Первой мировой войны Н. Н. Ионов, в 1930-х преподававший в Свердловском горном институте).
В настоящее время число захоронений оценивается в 28 300, из них более 7 000 неопознанных.
Международная система поминовения усопших Ckorbim.com провела в 2010 году полную инвентаризацию могил на кладбище и выложила в интернет полный список усопших: порядка 11 тысяч опознанных захоронений.

## Известные захоронения
См. категорию Похороненные на Михайловском кладбище
На кладбище похоронены священники Вознесенского храма Киселёв, Корнилов и Бирюков, протоиереи Екатерининского собора Некрасов и Попов, камнерез Трапезников, военнослужащие Сибирской армии верховного правителя России адмирала А. В. Колчака. Один из военнослужащих Сибирской армии - штабс-капитан Виктор Васильевич Ганимедов (16.02.1895-09.07.1920). Он был родом из Пермской губернии, в годы Первой мировой войны служил в Астраханском гренадерском полку, а в годы Гражданской войны участвовал в Великом Сибирском Ледяном походе — отступлении армии Колчака на восток. Погиб в 1920 году — красные бандиты расстреляли его в Екатеринбурге.
В советский период похоронены:
- начальник Уральской научно-исследовательской гидрогеологической станции Михаил Яковлевич Барабашкин (ум. 1956 г.),
- основатель научной школы глинозёмного производства, лауреат Сталинской премии, профессор Федор Федорович Вольф (02.11.1890—10.10.1950),
- один из крупнейших специалистов в области цветных и редких металлов профессор Николай Павлович Диев (1898–1957),
- автор перевода «Интернационала» на русский язык поэт А. Я. Коц (03.10.1872—13.05.1943);
- профессор минералогии Свердловского горного института К. К. Матвеев (21.02.1875—21.12.1954);
- главный инженер Уральского геологического управления лауреат Сталинской премии Михаил Иванович Меркулов (12.01.1894—03.06.1957);
- фотолетописец Екатеринбурга В. Л. Метенков (25.03.1857—09.03.1933, могила утрачена);
- первооткрыватель берилл-вольфрамового месторождения инженер-геолог Петр Кронидович Олёрский (25.06.1906—3.08.1954),
- уральский камнерез Николай Дмитриевич Татауров (09.11.1877—13.04.1959);
- первый директор Уральской консерватории композитор М. П. Фролов (06.12.1892—30.10.1944);
- русский учёный, астроном С. В. Муратов (31.05.1881—02.05.1949);
- выдающийся советский конструктор вооружений Владимир Николаевич Сидоренко (05.04.1884—27.04.1952);
- основатель и руководитель кафедры иностранных языков УИИ, Ольга Михайловна Весёлкина (09.08.1873—31.12.1949).
- советский оперный певец (тенор), заслуженный артист РСФСР (1934) Давид Самойлович Аграновский  (20.03.1890—12.10.1953).
- российская пианистка и музыкальный педагог польского происхождения Ванда Антоновна Бернгард-Тшаска  (07.01.1879—15.02.1958).

В годы Великой Отечественной войны похоронены 317 солдат и офицеров Советской Армии. В июне 1981 года, в связи с перезахоронением символических останков воинов в братскую могилу Воинского мемориала на Широкореченском кладбище, индивидуальные надгробья на кладбище ликвидированы, места захоронений выровнены. В 1995 году на месте массового захоронения военнослужащих установлена стела из полированного серого мрамора с накладной металлической доской.
Мемориал воинам, умершим от ран в 1941—1943 годах.
Захоронение 7 туристов группы Дятлова (1959).
На Михайловское кладбище перенесены захоронения (не все) с уничтоженного Лютеранского кладбища города (территория которого ныне — парк им. Блюхера).
18 ноября 2008 года открыт мемориал на месте захоронения свыше 400 чешских легионеров, «павшим на пути к свободной родине» в годы гражданской войны в России (1918—1919). Мемориал возведён на средства Министерства обороны Чешской республики, проект разработал екатеринбургский архитектор Геннадий Белянкин.

## Галерея

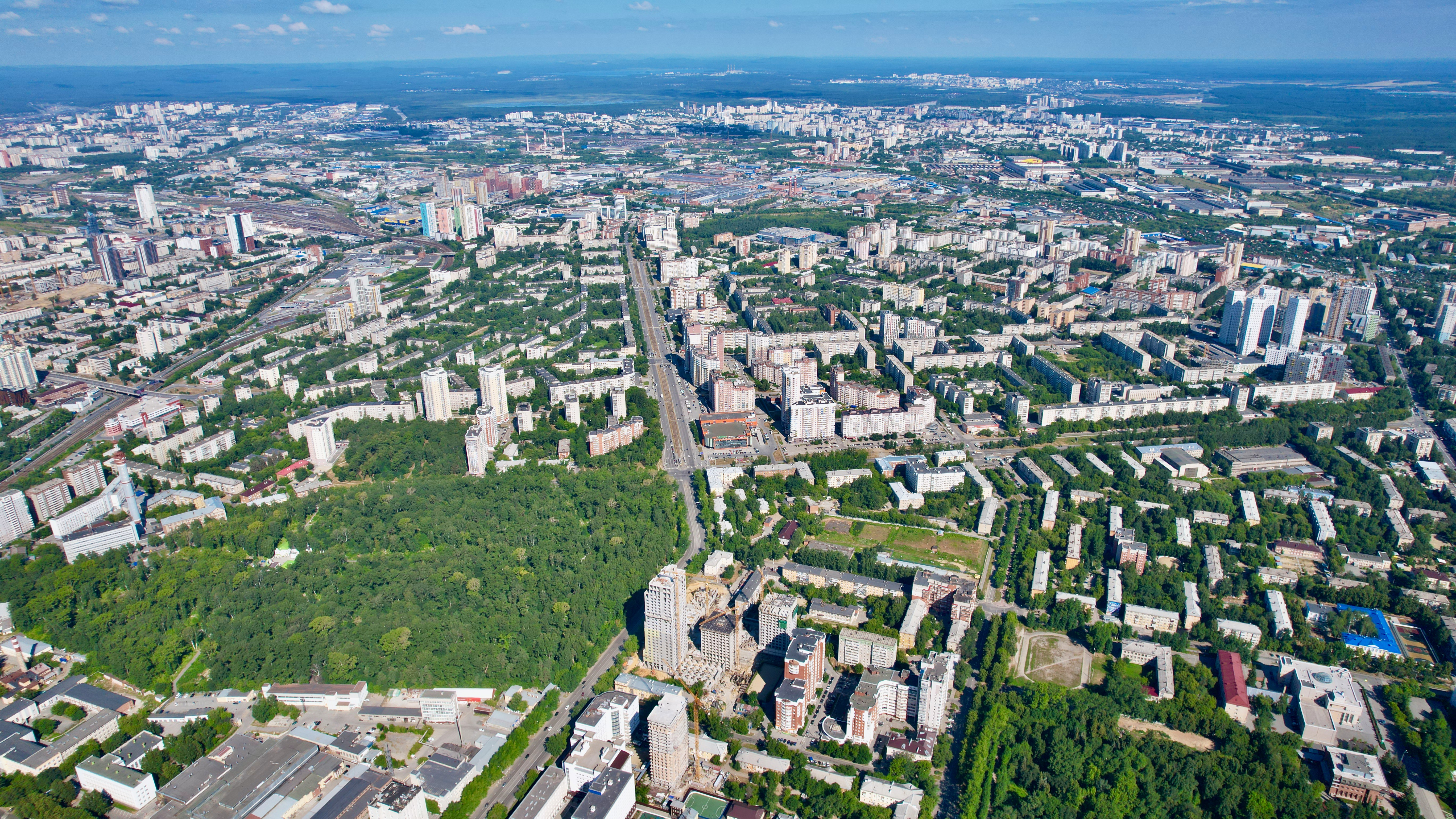
Вид с высоты, Михайловское кладбище слева на ближнем плане
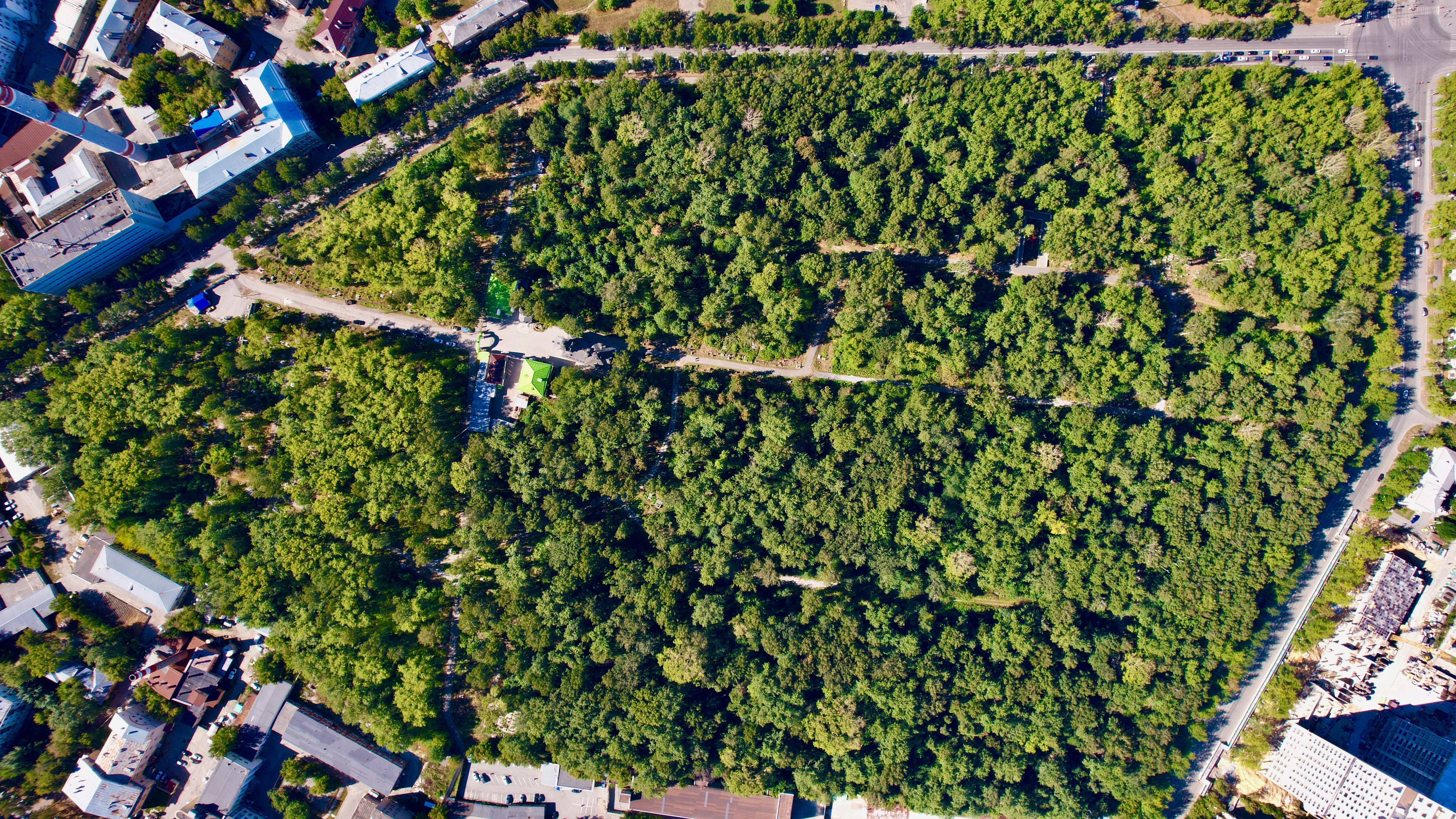
Вид с высоты
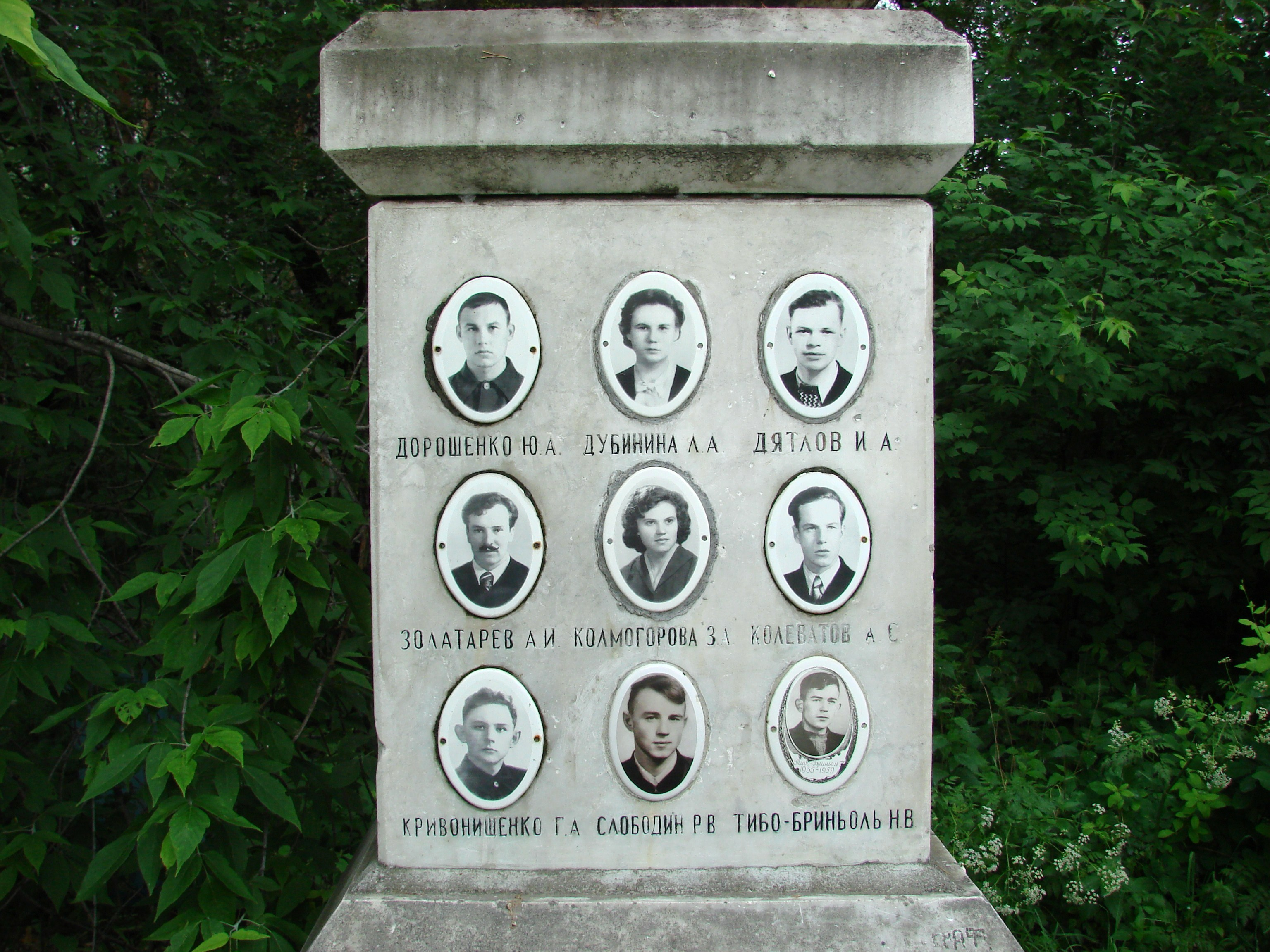
Памятник на могиле членов тургруппы Игоря Дятлова
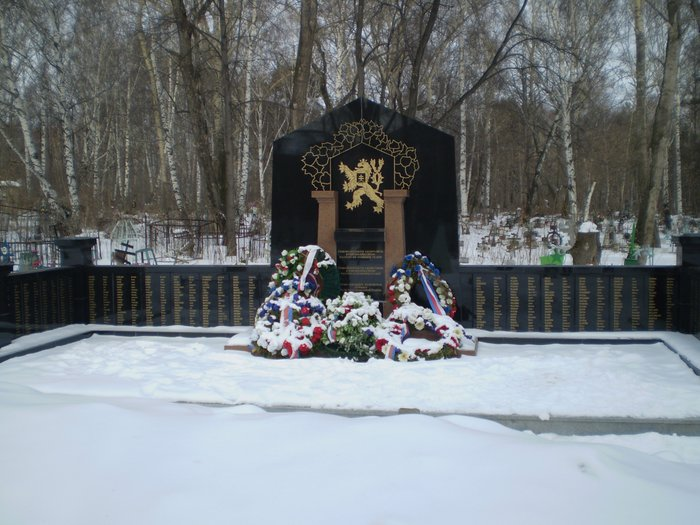
Мемориал чехословацким легионерам
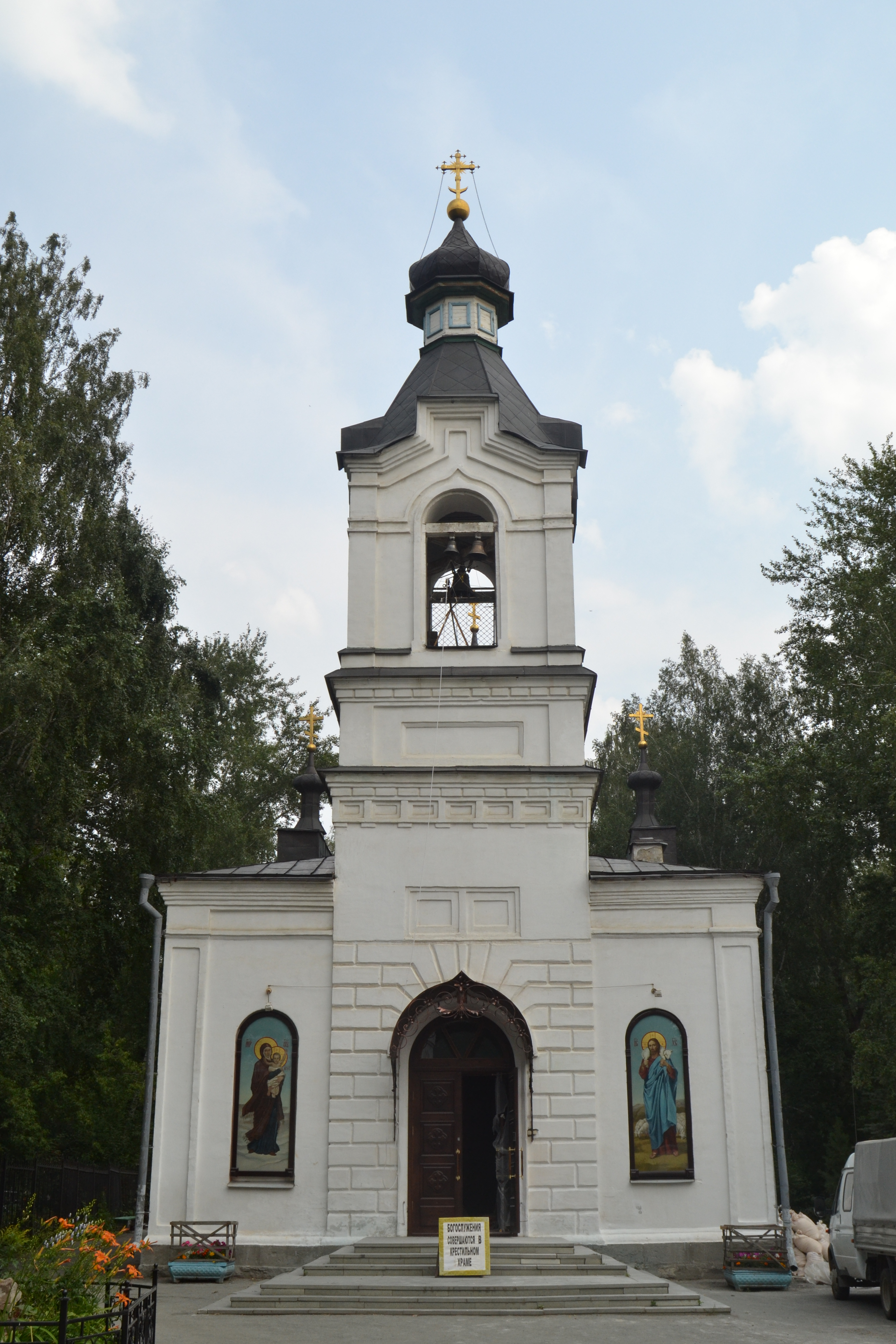
Храм Всех Святых